# Чача вас
Чача вас (на словенски: Čača vas) е село в Словения, Савински регион, община Рогашка Слатина. Според Националната статистическа служба на Република Словения през 2002 г. селото има 169 жители.